# SeaWorld San Diego
SeaWorld San Diego è un parco acquatico a tema a San Diego, in California, Stati Uniti, all'interno del Mission Bay Park. Il parco è di proprietà della città di San Diego e gestito da SeaWorld Entertainment. Adiacente alla proprietà è l'Hubbs-SeaWorld Research Institute, che conduce ricerche sulla biologia marina e fornisce istruzione e sensibilizzazione sulle questioni marine al grande pubblico, comprese le informazioni sulle esposizioni del parco.

## Storia
SeaWorld è stata fondata il 21 marzo 1964 da quattro laureati dell'Università della California, a Los Angeles. Anche se la loro idea originale di un ristorante sottomarino non era fattibile al momento, l'idea è stata ampliata in un parco zoologico marino di 22 acri (8,9 ettari) lungo la costa di Mission Bay a San Diego. Dopo un investimento di circa $ 1,5 milioni, il parco ha aperto con 45 dipendenti, diversi delfini, leoni marini e due acquari marini e ha ospitato oltre 400.000 visitatori nel suo primo anno di attività.
Inizialmente considerata una partnership privata, nel 1968 SeaWorld ha offerto le sue azioni pubblicamente, consentendo loro di espandersi e aprire ulteriori parchi. La seconda sede SeaWorld, SeaWorld Ohio, è stata aperta nel 1970, seguita da SeaWorld Orlando nel 1973 e SeaWorld San Antonio (il più grande dei parchi) nel 1988. SeaWorld Ohio è stato successivamente venduto a Six Flags nel gennaio 2001. I parchi furono posseduti e gestiti da Harcourt Brace Jovanovich tra il 1976 e il 1989, quando furono acquistati dalla Anheuser-Busch Companies, Inc. Dopo che Anheuser-Busch fu acquisita da InBev, SeaWorld San Diego e il resto dei parchi a tema della compagnia furono venduti al Blackstone Group nel dicembre 2009, che gestisce il parco attraverso la sua divisione SeaWorld Parks & Entertainment.
SeaWorld attualmente affitta la terra dalla città di San Diego con il contratto di locazione che scade nel 2048. I locali devono essere utilizzati come parco di mammiferi marini e nessun altro parco di mammiferi marini può essere utilizzato da SeaWorld entro 560 miglia dai limiti della città.